# Fiodor Emelianenko
Fiodor Vladimirovici Emelianenko (în rusă Фёдор Влади́мирович Емелья́ненко; n. 28 septembrie 1976, Rubijne, RSS Ucraineană, URSS) este un luptător profesionist de arte marțiale mixte (MMA), luptător de sambo, judocan și politician rus. El a câștigat titluri și campionate în multiple sporturi, cele mai notorii fiind în MMA - Pride Fighting Championships (campion la grei în 2003-2007) și FIAS World Combat Sambo Championship (campion la grei în 2002, 2005 și 2007).
Emelianenko și-a început cariera în MMA pe 21 mai 2000, obținând patru victorii consecutive, inclusiv a victorie asupra campionului ADCC Ricardo Arona. Apoi a suferit o înfrângere în fața lui Tsuyoshi Kohsaka, pe 22 decembrie 2000. În următoarele sale 28 de lupte, până la 26 iunie 2010, Emelianenko a fost invincibil. În această perioadă el a câștigat în fața unor foști campioni UFC, unui campion Pride FC, unui fost și a doi viitori campioni K-1 și în fața a doi medaliați olimpici; în plus a învins unsprezece luptători clasați în top-10 mondial (pe doi dintre ei câte două ori), și a câștigat un rematch în fața lui Kohsaka.
Emelianenko a câștigat numeroase titluri MMA în cariera sa, inclusiv: Submission/Beatdown of the Year 2008, Knockout-ul anului 2009, „Greul anului”, „Luptătorul anului” și „Luptătorul deceniului” 2000.
Sports Illustrated, dar și alte publicații, l-au declarat luptătorul deceniului în MMA. ESPN, Bleacher Report, Sherdog, SB Nation și Fight Matrix, l-au declarat pe Emelianenko cel mai bun luptător MMA la categoria grea din toate timpurile. Foști sportivi de forță ca Chuck Norris și Mike Tyson; actuali luptători de MMA ca Junior dos Santos, Fabrício Werdum și Jose Aldo; și unele publicații l-au numit pe Emelianenko cel mai bun luptător de arte marțiale mixte din toate timpurile. Arbitrul MMA John McCarthy, comentatorul sportiv Michael Schiavello și alții, au comparat impactul și aportul lui Emelianenko în MMA ca cel al lui Muhammad Ali, Pelé și Wayne Gretzky în sporturile lor respective.
Emelianenko s-a retras după o victorie în fața lui Pedro Rizzo, și a devenit președinte interimar al Uniunii Ruse de MMA. Ulterior s-a implicat în politică, devenind deputat în Duma regională a Belgorodului.

## Campionate și titluri

### Arte marțiale mixte
- PRIDE Fighting Championships
  - PRIDE World Heavyweight Championship[19]
  - PRIDE 2004 Heavyweight World Grand Prix Champion[19]

- Fighting Network RINGS
  - RINGS Openweight Championship[20]
  - RINGS 2001 Absolute Class Tournament Winner[21]
  - RINGS 2001 Openweight Title Tournament Winner[22]

- World Alliance of Mixed Martial Arts
  - WAMMA Heavyweight Championship[23]

- Nikkan Sports
  - 2012 Mixed Martial Arts MVP[24]

- Sports Illustrated
  - 2000s Fighter of the Decade[25]
  - 2000s Fight of the Decade vs. Mirko Filipović on 28 august 2005[25]
  - 2009 Knockout of the Year vs. Andrei Arlovski on 24 January[26]

- MMAFighting.com
  - 2000s Fighter of the Decade[27]
  - 2005 Fight of the Year vs. Mirko Filipović on 28 august 2005[28]
  - 2005 Heavyweight of the Year[28]
  - 2004 Heavyweight of the Year[28]
  - 2003 Heavyweight of the Year[28]

- FIGHT! Magazine
  - 2000s Fighter of the Decade[29]

- ValeTudo.ru
  - 2000s Fighter of the Decade[30]

- Bleacher Report
  - Mixed Martial Arts Hall of Fame[31]
  - 2000s Fighter of the Decade[32]
  - 2000s Heavyweight of the Decade[33]

- About.com
  - 2000s Fighter of the Decade[34]

- Yahoo! Sports
  - 2000s Fight of the Decade vs. Mirko Filipović on 28 august 2005[35]

- Sherdog
  - 2009 Knockout of the Year vs. Andrei Arlovski on 24 January[36]
  - Mixed Martial Arts Hall of Fame[37]

- Inside MMA
  - 2009 KO Punch of the Year Bazzie Award vs. Andrei Arlovski on 24 January[38]

- CagePotato
  - 2009 Fighter of the Year[39]
  - 2008 Beatdown of the Year vs. Tim Sylvia on 19 July[40]

- InsideFights.com
  - 2008 Submission of the Year vs. Tim Sylvia on 19 July[41]

- Wrestling Observer Newsletter
  - 2005 Most Outstanding Fighter

- Black Belt Magazine
  - 2004 NHB Fighter of the Year[42][43]

- FightMatrix.com
  - 2005 Most Noteworthy Match of the Year vs. Mirko Filipović on 28 August[44]
  - 2004 Most Noteworthy Match of the Year vs. Antônio Rodrigo Nogueira on 31 December[44]
  - 2003 Most Noteworthy Match of the Year vs. Antônio Rodrigo Nogueira on 16 March[44]
  - 2003 Fighter of the Year[44]

- MMA Freak.com
  - Hall of Fame, Class of 2014[45]

| - SportAccord - 2013 SportAccord World Combat Games Sambo Ambassador - 2010 SportAccord World Combat Games Sambo Ambassador - Fédération Internationale Amateur de Sambo - FIAS Hall of Fame - Medaliat cu Bronz la 2008 FIAS World Combat Sambo Championships - Medaliat cu Aur la 2007 FIAS World Combat Sambo Championships - Medaliat cu Aur la 2005 FIAS World Combat Sambo Championships - Medaliat cu Aur la 2002 FIAS World Combat Sambo Championships - World Combat Sambo Federation - Medaliat cu Aur la 2002 WCSF World Combat Sambo Championships - European Combat Sambo Federation - Medaliat cu Aur la 1999 European Combat Sambo Championships - All-Russia Sambo Federation - Russian Combat Sambo National Championship (2002, 2005, 2007, 2008, 2009, 2012) - Medaliat cu Aur la 2008 President's Cup Combat Sambo - Combat Sambo Federation of Russia - Locul 3 la Russian Combat Sambo National Championship (1998, 2000) - 2004 Dagestan Open Combat Sambo Gold Medalist - Medaliat cu Aur la 2003 Union of Heroes Cup Combat Sambo - Medaliat cu Aur la 2003 Moscow Open Combat Sambo - Medaliat cu Argint la 1998 Russian Armed Forces Championships Absolute - Medaliat cu Aur la 1998 Russian Armed Forces Championships - Federal Executive Body in the Field of Physical Culture & Sports - Honored Master of Sport (2006) - Maestru Internațional în Sport (1998) - Maestru în Sport (1997) | - International Judo Federation - Medaliat cu Bronz la 1999 Sofia Liberation A-Team Senior - Medaliat cu Bronz la 1999 Moscow International Tournament Senior - Russian Judo Federation - Locul 3 la Russian National Championship Senior Absolute (1999) - Locul 3 la Russian National Championship Senior (1998) - Federal Executive Body in the Field of Physical Culture & Sports - Maestru Internațional în Sport (2000) - Maestru în Sport (1997) - All-Russian Center for the Study of Public Opinion - 2009 Russian Male Athlete of the Year - Comitetul Olimpic Internațional - 2014 Winter Olympics Belgorod Torchbearer - 2008 Summer Olympics Russian Torchbearer - National Sports Award "Glory" - 2007 Fair Play Glory Award - Russian Union of Martial Arts - 2006 Most Outstanding Victory of the Year Golden Belt Award - Imperial Society of Russia - First Class Golden Order of the Romanov Family of St. Nicholas II (2010) - Russian Federation National State Decorations Committee - First Class Order of Peter the Great (2007) - Second Class Order For Merit to the Fatherland (2007) |

### Rezultate în MMA
| Rezultate profesioniste |             |              |
| 48 meciuri              | 40 victorii | 7 înfrângeri |
| Prin knockout           | 16          | 6            |
| Prin predare            | 15          | 1            |
| La puncte               | 9           | 0            |
| Nu s-a disputat         | 1           | 1            |

| Rezultat   | La general | Adversar                 | Metodă                           | Eveniment                                     | Data              | Runda | Timp  | Locația                                    | Note |
| ---------- | ---------- | ------------------------ | -------------------------------- | --------------------------------------------- | ----------------- | ----- | ----- | ------------------------------------------ | --- |
| Înfrângere | 40–7 (1)   | Ryan Bader               | TKO (punches)                    | Bellator 290                                  | 4 februarie 2023  | 1     | 2:30  | Inglewood, California, SUA                 | Pentru centura Bellator Heavyweight World Championship.                                                                                                |
| Victorie   | 40–6 (1)   | Timothy Johnson          | KO (punches)                     | Bellator 269                                  | 23 octombrie 2021 | 1     | 1:46  | Moscova, Rusia                             | |
| Victorie   | 39–6 (1)   | Quinton Jackson          | TKO (punches)                    | Bellator 237                                  | 29 decembrie 2019 | 1     | 2:44  | Saitama, Saitama, Japonia                  | |
| Înfrângere | 38–6 (1)   | Ryan Bader               | KO (punches)                     | Bellator 214                                  | 26 ianuarie 2019  | 1     | 0:35  | Inglewood, California, United States       | Bellator Heavyweight Grand Prix Final. For the vacant Bellator Heavyweight World Championship.                                                         |
| Victorie   | 38–5 (1)   | Chael Sonnen             | TKO (punches)                    | Bellator 208                                  | 13 octombrie 2018 | 1     | 4:46  | Uniondale, New York, Statele Unite         | Bellator Heavyweight Grand Prix Semifinal. |
| Victorie   | 37–5 (1)   | Frank Mir                | KO (punches)                     | Bellator 198                                  | 28 aprilie 2018   | 1     | 0:48  | Rosemont, Illinois, Statele Unite          | Bellator Heavyweight Grand Prix Quarterfinal. |
| Înfrângere | 36–5 (1)   | Matt Mitrione            | KO (punches)                     | Bellator NYC                                  | 24 iunie 2017     | 1     | 1:14  | New York City, New York, Statele Unite     | |
| Victorie   | 36–4 (1)   | Fábio Maldonado          | Decizie (majoritate)             | EFN 50: Emelianenko vs. Maldonado             | 17 iunie 2016     | 3     | 5:00  | Sibur Arena, St. Petersburg, Rusia         | Result unofficially ruled a Draw by the World Mixed Martial Arts Association; however, that decision has not been recognized by the Russian MMA Union. |
| Victorie   | 35–4 (1)   | Singh Jaideep            | Submission (punches)             | Rizin World Grand Prix 2015 Finale: Iza       | 31 decembrie 2015 | 1     | 3:02  | Saitama, Saitama, Japonia                  | Emelianenko revine după retragere. |
| Victorie   | 34–4 (1)   | Pedro Rizzo              | KO (punches)                     | M-1 Global: Fedor vs. Rizzo                   | 21 iunie 2012     | 1     | 1:24  | St. Petersburg, Rusia                      | Emelianenko s-a retras după această luptă. |
| Victorie   | 33–4 (1)   | Satoshi Ishii            | KO (punches)                     | Fight For Japan: Genki Desu Ka Omisoka 2011   | 31 decembrie 2011 | 1     | 2:29  | Saitama, Saitama, Japonia                  | |
| Victorie   | 32–4 (1)   | Jeff Monson              | Decizie (unanimă)                | M-1 Global: Fedor vs. Monson                  | 20 noiembrie 2011 | 3     | 5:00  | Moscow, Moscow Oblast, Rusia               | |
| Înfrângere | 31–4 (1)   | Dan Henderson            | TKO (punches)                    | Strikeforce: Fedor vs. Henderson              | 30 iulie 2011     | 1     | 4:12  | Hoffman Estates, Illinois, Statele Unite   | |
| Înfrângere | 31–3 (1)   | Antônio Silva            | TKO (doctor stoppage)            | Strikeforce: Fedor vs. Silva                  | 12 februarie 2011 | 2     | 5:00  | East Rutherford, New Jersey, Statele Unite | Strikeforce 2011 Heavyweight Grand Prix Quarterfinal.                                                                                                  |
| Înfrângere | 31–2 (1)   | Fabrício Werdum          | Submission (triangle armbar)     | Strikeforce: Fedor vs. Werdum                 | 26 iunie 2010     | 1     | 1:09  | San Jose, California, Statele Unite        | |
| Victorie   | 31–1 (1)   | Brett Rogers             | KO (punch)                       | Strikeforce: Fedor vs. Rogers                 | 7 noiembrie 2009  | 2     | 1:48  | Hoffman Estates, Illinois, Statele Unite   | Defended WAMMA Heavyweight Championship. |
| Victorie   | 30–1 (1)   | Andrei Arlovski          | KO (punch)                       | Affliction: Day of Reckoning                  | 24 ianuarie 2009  | 1     | 3:14  | Anaheim, California, Statele Unite         | A apărat titlul WAMMA Heavyweight Championship; Knockout of the Year (2009).                                                                           |
| Victorie   | 29–1 (1)   | Tim Sylvia               | Submission (rear-naked choke)    | Affliction: Banned                            | 19 iulie 2008     | 1     | 0:36  | Anaheim, California, Statele Unite         | A câștigat campionatul inaugural WAMMA Heavyweight; Submission of the Year (2008).                                                                     |
| Victorie   | 28–1 (1)   | Choi Hong-man            | Submission (armbar)              | Yarennoka!                                    | 31 decembrie 2007 | 1     | 1:54  | Saitama, Saitama, Japonia                  | |
| Victorie   | 27–1 (1)   | Matt Lindland            | Submission (armbar)              | BodogFIGHT: Clash of the Nations              | 14 aprilie 2007   | 1     | 2:58  | St. Petersburg, Rusia                      | |
| Victorie   | 26–1 (1)   | Mark Hunt                | Submission (kimura)              | Pride FC - Shockwave 2006                     | 31 decembrie 2006 | 1     | 8:16  | Saitama, Saitama, Japonia                  | A apărat Pride Heavyweight Championship. |
| Victorie   | 25–1 (1)   | Mark Coleman             | Submission (armbar)              | Pride 32 - The Real Deal                      | 21 octombrie 2006 | 2     | 1:17  | Las Vegas, Nevada, Statele Unite           | |
| Victorie   | 24–1 (1)   | Zuluzinho                | Submission (punches)             | Pride Shockwave 2005                          | 31 decembrie 2005 | 1     | 0:26  | Saitama, Saitama, Japonia                  | |
| Victorie   | 23–1 (1)   | Mirko Filipović          | Decizie (unanimă)                | Pride Final Conflict 2005                     | 28 august 2005    | 3     | 5:00  | Saitama, Saitama, Japonia                  | A apărat Pride Heavyweight Championship. Fight of the Year (2005). Fight of the Decade (2000s).                                                        |
| Victorie   | 22–1 (1)   | Tsuyoshi Kohsaka         | TKO (doctor stoppage)            | Pride Bushido 6                               | 3 aprilie 2005    | 1     | 10:00 | Yokohama, Kanagawa, Japonia                | |
| Victorie   | 21–1 (1)   | Antônio Rodrigo Nogueira | Decizie (unanimă)                | Pride Shockwave 2004                          | 31 decembrie 2004 | 3     | 5:00  | Saitama, Saitama, Japonia                  | PRIDE 2004 Heavyweight Grand Prix Final. Unified Pride Fighting Championship World Heavyweight Championship.                                           |
| NC         | 20–1 (1)   | Antônio Rodrigo Nogueira | No Contest (accidental headbutt) | Pride Final Conflict 2004                     | 15 august 2004    | 1     | 3:52  | Saitama, Japonia                           | 2004 Pride Heavyweight Grand Prix Final. |
| Victorie   | 20–1       | Naoya Ogawa              | Submission (armbar)              | Pride Final Conflict 2004                     | 15 august 2004    | 1     | 0:54  | Saitama, Saitama, Japonia                  | PRIDE 2004 Heavyweight Grand Prix Semifinal. |
| Victorie   | 19–1       | Kevin Randleman          | Submission (kimura)              | Pride Critical Countdown 2004                 | 20 iunie 2004     | 1     | 1:33  | Saitama, Saitama, Japonia                  | PRIDE 2004 Heavyweight Grand Prix Quarterfinal. |
| Victorie   | 18–1       | Mark Coleman             | Submission (armbar)              | Pride Total Elimination 2004                  | 25 aprilie 2004   | 1     | 2:11  | Saitama, Saitama, Japonia                  | PRIDE 2004 Heavyweight Grand Prix Opening Round. |
| Victorie   | 17–1       | Yuji Nagata              | TKO (punches)                    | Inoki Bom-Ba-Ye 2003                          | 31 decembrie 2003 | 1     | 1:02  | Kobe, Hyogo, Japonia                       | |
| Victorie   | 16–1       | Gary Goodridge           | TKO (soccer kicks & punches)     | Pride Total Elimination 2003                  | 10 august 2003    | 1     | 1:09  | Saitama, Saitama, Japonia                  | |
| Victorie   | 15–1       | Kazuyuki Fujita          | Submission (rear-naked choke)    | Pride 26                                      | 8 iunie 2003      | 1     | 4:17  | Tokyo, Japonia                             | |
| Victorie   | 14–1       | Egidijus Valavicius      | Submission (kimura)              | Rings Lithuania: Bushido Rings 7: Adrenalinas | 5 aprilie 2003    | 2     | 1:11  | Vilnius, Lithuania                         | |
| Victorie   | 13–1       | Antônio Rodrigo Nogueira | Decizie (unanimă)                | Pride 25                                      | 16 martie 2003    | 3     | 5:00  | Yokohama, Kanagawa, Japonia                | Won Pride Heavyweight Championship. |
| Victorie   | 12–1       | Heath Herring            | TKO (doctor stoppage)            | Pride 23                                      | 24 noiembrie 2002 | 1     | 10:00 | Tokyo, Japonia                             | |
| Victorie   | 11–1       | Semmy Schilt             | Decizie (unanimă)                | Pride 21                                      | 23 iunie 2002     | 3     | 5:00  | Saitama, Saitama, Japonia                  | |
| Victorie   | 10–1       | Chris Haseman            | TKO (punches)                    | Rings: World Title Series Grand Final         | 15 februarie 2002 | 1     | 2:50  | Yokohama, Kanagawa, Japonia                | RINGS 2001 Absolute Class Tournament Final. |
| Victorie   | 9–1        | Lee Hasdell              | Submission (guillotine choke)    | Rings: World Title Series 5                   | 21 decembrie 2001 | 1     | 4:10  | Yokohama, Kanagawa, Japonia                | RINGS 2001 Absolute Class Tournament Semifinal. |
| Victorie   | 8–1        | Ryushi Yanagisawa        | Decizie (unanimă)                | Rings: World Title Series 4                   | 20 octombrie 2001 | 3     | 5:00  | Tokyo, Japonia                             | RINGS 2001 Absolute Class Tournament Quarterfinal. |
| Victorie   | 7–1        | Renato Sobral            | Decizie (unanimă)                | Rings: 10th Anniversary                       | 11 august 2001    | 2     | 5:00  | Tokyo, Japonia                             | RINGS 2001 Openweight Title Tournament Semifinal. |
| Victorie   | 6–1        | Kerry Schall             | Submission (armbar)              | Rings: World Title Series 1                   | 20 aprilie 2001   | 1     | 1:47  | Tokyo, Japonia                             | RINGS 2001 Openweight Title Tournament Quarterfinal.                                                                                                   |
| Victorie   | 5–1        | Mihail Apostolov         | Submission (rear-naked choke)    | Rings Russia: Russia vs. Bulgaria             | 6 aprilie 2001    | 1     | 1:03  | Yekaterinburg, Sverdlovsk Oblast, Rusia    | |
| Înfrângere | 4–1        | Tsuyoshi Kosaka          | TKO (Doctor Stoppage)            | Rings: King of Kings 2000 Block B             | 22 decembrie 2000 | 1     | 0:17  | Osaka, Osaka, Japonia                      | King of Kings 2000 Tournament 2nd Round. Kohsaka cut Emelianenko with an illegal elbow, which led to doctor stoppage                                   |
| Victorie   | 4–0        | Ricardo Arona            | Decizie (unanimă)                | Rings: King of Kings 2000 Block B             | 22 decembrie 2000 | 3     | 5:00  | Osaka, Osaka, Japonia                      | RINGS King of Kings 2000 Tournament Opening Round. After 2 rounds it was declared a draw, so a third round was fought.                                 |
| Victorie   | 3–0        | Hiroya Takada            | KO (punches)                     | Rings: Battle Genesis Vol. 6                  | 5 septembrie 2000 | 1     | 0:12  | Tokyo, Japonia                             | |
| Victorie   | 2–0        | Levon Lagvilava          | Submission (rear-naked choke)    | Rings: Russia vs. Georgia                     | 16 august 2000    | 1     | 7:24  | Tula, Rusia                                | |
| Victorie   | 1–0        | Martin Lazarov           | Submission (guillotine choke)    | Rings Russia: Russia vs. Bulgaria             | 21 mai 2000       | 1     | 2:24  | Ekaterinburg, Rusia                        | |

#### Rezultate în arte marțiale mixte demonstrative
| Rezultat | La general | Adversar       | Metodă                     | Eveniment                | Data            | Runda | Timp | Locația                              | Note             |
| -------- | ---------- | -------------- | -------------------------- | ------------------------ | --------------- | ----- | ---- | ------------------------------------ | ---------------- |
| Victorie | 2–0        | Gegard Mousasi | Submission (armbar)        | M-1 Global: Breakthrough | 29 august 2009  | 1     | 3:27 | Kansas City, Missouri, Statele Unite | Openweight bout. |
| Victorie | 1–0        | Shinya Aoki    | Submission (achilles lock) | M-1 Challenge 14: Japan  | 29 aprilie 2009 | 1     | 2:53 | Tokyo, Japonia                       | Openweight bout. |

#### Muzică de intrare
| An(i)                  | Muzică de intrare                                     |
| ---------------------- | ----------------------------------------------------- |
| Jul. 2011 – Jun. 2012  | "The Song of the Volga Boatmen" de Andrei Jelezneakov |
| Jul. 2008 – Feb. 2011  | "Oi, to ne vecer" de Andrei Jelezneakov               |
| Jun. 2002 – Dec. 2007  | "Enae Volare (Mezzo)" de ERA                          |
| Sept. 2000 – Feb. 2002 | "Breathe" de The Prodigy                              |

## Filmografie

### Film
| An   | Titlu                                                 | Rol       | Note                 |
| ---- | ----------------------------------------------------- | --------- | -------------------- |
| 2009 | Fedor: The Baddest Man on the Planet                  | El însuși | Documentar biografic |
| 2009 | CNBC Originals: Ultimate Fighting: Fistful of Dollars | El însuși | Archive footage      |
| 2010 | The 5th Execution                                     | Fedor     |                      |
| 2011 | New York Mixed Martial Arts                           | El însuși | Cameo Documentar     |

### Televiziune
| An   | Titlu                                       | Rol       | Note                                                                     |
| ---- | ------------------------------------------- | --------- | ------------------------------------------------------------------------ |
| 2006 | 무한도전 (Infinite Challenge)               | El însuși | Invitat Sezonul 04; Episodul 18 & 19: "Wrestling Challenges Parts 1 & 2" |
| 2007 | Human Weapon                                | El însuși | Cameo Sezonul 01; Episodul 11: "Sambo"                                   |
| 2008 | Inside MMA                                  | El însuși | Interviu cu Bas Rutten                                                   |
| 2008 | 놀라운 대회 스타킹 (Starking)               | El însuși | Guest                                                                    |
| 2009 | Sports Science                              | El însuși | Invitat Sezonul 02; Episodul 01: "Choked and Slammed"                    |
| 2009 | Inside MMA                                  | El însuși | Bazzie Award for KO Punch of the Year                                    |
| 2012 | 놀라운 대회 스타킹 (Starking)               | El însuși | Invitat Sambo demonstrativ cu Chan Sung Jung                             |
| 2012 | クイズ☆タレント名鑑 (Talent Directory Quiz) | El însuși | Participant Ultimate Sumo Championship 2012                              |
| 2013 | 世界行ってみたらホントはこんなトコだった!?  | El însuși | Cameo Sezonul 03; Episodul 04: "Russia"                                  |
| 2013 | ジャイアントキリング (Giant Killing)        | El însuși | Participant Sportsmen Arm-Wrestling World Finals                         |
| 2014 | The Voice Versus                            | El însuși | Invitat Sezonul 05; Episodul 04: "The Voice Versus: Fedor"               |

### Jocuri video
| An   | Titlu                   | Rol                              |
| ---- | ----------------------- | -------------------------------- |
| 2003 | PrideGP Grand Prix 2003 | Playable Character               |
| 2010 | EA Sports MMA           | Playable Character Cover Athlete |

### Reclame
| An   | Titlu               | Note          |
| ---- | ------------------- | ------------- |
| 2008 | Affliction Clothing | International |
| 2009 | Snickers            | South Korea   |
| 2011 | Forward Sportswear  | Rusia         |
| 2012 | Mercedes-Benz       | Rusia         |

## Publicații
| Autor                                                 | Titlu                                                            | An   | Editură                 | ISBN          |
| ----------------------------------------------------- | ---------------------------------------------------------------- | ---- | ----------------------- | ------------- |
| Fedor Emelianenko, Glen Cordoza, Erich Krauss         | Fedor: The Fighting System of the World's Undisputed King of MMA | 2008 | Victory Belt Publishing | 9780977731541 |
| Fedor Emelianenko, Vasily Shestakov, Svetlana Eregina | Sambo: The Science of Winning                                    | 2012 | OLMA Media Group        | 9785373048637 |